# Torsvi landskommun
Torsvi landskommun var en tidigare kommun i Uppsala län.

## Administrativ historik
Kommunen inrättades i Torsvi socken i Trögds härad i Uppland när 1862 års kommunalförordningar trädde i kraft 1863.
Vid kommunreformen 1952 gick den upp i Södra Trögds landskommun, som 1971 uppgick i Enköpings kommun. 